# Schwarzheide (Schiff)
Das Tankschiff Schwarzheide war ein Handelsschiff der DDR-Staatsreederei VEB Deutsche Seereederei Rostock (DSR). Es wurde im Ausland angekauft und mit konvertierbaren Devisen aus der durch das Radebeuler Unternehmen VEB Steckenpferd initiierten Steckenpferd-Bewegung bezahlt.

## Geschichte
Das spätere Tankschiff Schwarzheide wurde 1947 in der schwedischen Werft Kockums Mekaniska Verksteds A/B in Malmö gebaut. Es lief am 9. Juli 1947 als Gauthiod für das skandinavische Schifffahrtsunternehmen Rederi A/B Svea mit Sitz in der schwedischen Hauptstadt Stockholm vom Stapel. Im Oktober desselben Jahres konnte es bereits einsatzfähig von der Reederei übernommen werden.
Der steigende Mineralölbedarf in der DDR führte zu der Entscheidung, ein weiteres Tankschiff anzukaufen. Die Wahl fiel im April 1960 auf die Gauthiod. Ein wichtiger Grund für den Kauf dieses Schiffes war die sogenannte Heckbeölungseinrichtung, welche beim Leichtern größerer Tankschiffe auf der Reede des Hafens Wismar zum Einsatz kam. Diese großen Schiffe konnten den Wismarer Hafen nicht anlaufen, und der modernere Überseehafen Rostock war 1960 noch im Bau. Am 30. April 1960 fand in Bremerhaven der Flaggenwechsel statt, und das Schiff ging unter dem Namen Schwarzheide in Fahrt. Es wurde nach der Stadt Schwarzheide im Süden des Landes Brandenburg im heutigen Landkreis Oberspreewald-Lausitz benannt auf Grund des dort ansässigen Synthesewerks Schwarzheide.
Nach knapp neunjährigem Einsatz für die Deutsche Seereederei Rostock wurde die Schwarzheide am 15. Januar 1969 außer Dienst gestellt und aus der Flottenliste gestrichen. Sie wurde an das spanische Unternehmen Recuperaciones Submarines SA. mit Sitz in Santander verkauft. Am 18. Februar erreichte das Schiff Santander zum Abwracken.

## Weitere Schiffe derSteckenpferd-Bewegung
- Frachtschiff Kap Arkona (Übergabedatum an die DSR: 12. November 1958)
- Frachtschiff Stubbenkammer (17. Dezember 1958)
- Frachtschiff Steckenpferd (5. Januar 1959)
- Frachtschiff Stoltera (26. Februar 1959)
- Tankschiff Rositz (28. März 1960)
- Tankschiff Lützkendorf (17. Juni 1960)